# Fissidens perdecurrens
Fissidens perdecurrens är en bladmossart som beskrevs av Bescherelle 1898. Fissidens perdecurrens ingår i släktet fickmossor, och familjen Fissidentaceae. Inga underarter finns listade i Catalogue of Life.